# Tamara Clark
Tamara Clark, née le 9 janvier 1999 à High Point, est une athlète américaine, spécialiste des épreuves de sprint.

## Biographie
Lors des championnats des États-Unis 2022 à Eugene, elle porte son record personnel sur 100 m à 10 s 88, et son record personnel sur 200 m à 21 s 92, terminant deuxième de l'épreuve derrière sa compatriote Abby Steiner.

## Palmarès

### International
| Date | Compétition           | Lieu     | Résultat | Épreuve   | Temps   |
| ---- | --------------------- | -------- | -------- | --------- | ------- |
| 2022 | Championnats du monde | Eugene   | 6e       | 200 m     | 22 s 32 |
| 2023 | Championnats du monde | Budapest | 1re      | 4 x 100 m | séries  |

### National
- Championnats des États-Unis :
  - 200 : 2e en Championnats des États-Unis d'athlétisme 2022|2022

## Records
| Épreuve | Temps               | Lieu   | Date         |
| ------- | ------------------- | ------ | ------------ |
| 100 m   | 10 s 88 (+ 0,5 m/s) | Eugene | 24 juin 2022 |
| 200 m   | 21 s 92 (- 0,3 m/s) | Eugene | 26 juin 2022 |